# Înainte de tăcere
Înainte de tăcere (en romanès Abans del silenci) és una pel·lícula romanesa de 1978 escrita i dirigida per Alexa Visarion en el seu debut a la direcció. Els papers principals van ser interpretats pels actors Liviu Rozorea, Valeria Seciu i Ion Caramitru. És una adaptació a la pantalla del conte În vreme de război de Ion Luca Caragiale.

## Argument
La història té lloc al camp durant la Guerra d'independència de Romania. L'hostaler Stavrache està obsessionat fins a la demència amb la riquesa i el fet que la seva dona estima el seu germà.

## Repartiment
- Liviu Rozorea- Stavrache[1]
- Valeria Seciu - Ana
- Ion Caramitru - Iancu
- Mircea Diaconu - Dumitru
- Florin Zamfirescu - Petre
- Elisabeta Jar-Rozorea - Maria
- Gilda Marinescu - Marghioala
- Vasile Mureșan - moș Tănase
- Nicolae Praida - Gheorghe
- Cornel Dumitraș - Vasile
- Constantin Petrican - învățătorul
- Dorel Vișan - primarul
- Adriana Trandafir - Rafila
- Cornel Ciupercescu
- Răzvan Vasilescu
- Luminița Gheorghiu
- Rodica Mandache

## Producció
El rodatge va tenir lloc l'octubre de 1977 a Herești. Els costos de producció van ascendir a 2.988.000 lei.

## Recepció
La pel·lícula va ser vista per 1.211.835 espectadors als cinemes de Romania, com ho demostra una situació del nombre d'espectadors enregistrada per pel·lícules romaneses des de la data de l'estrena fins al 31 de desembre de 2014 recopilada pel Centrul Național al Cinematografiei.
- 1978 - ACIN - Premi "Opera Prima"; Premis a la imatge i la interpretació femenina (Valeria Seciu)
- 1979 - Sant Sebastià - Premi a la imatge ofert pel municipi